# María Consuelo Mariño Chantal
María Consuelo Mariño Canchal (Cáceres, Extremadura; 8 de febrero de 1952) es una autora española de 11 novelas románticas como Consuelo Mariño desde 1997, escribe tanto romances históricos como contemporáneos.

## Biografía
Nació el  8 de febrero de 1952 en Cáceres, Extremadura (España), aunque desde los cuatro años vivió en Mérida. Se licenció en Filología Inglesa y durante varios años se dedicó a la docencia en la Escuela Universitaria Politécnica de Mérida.
En 1992, se trasladó junto a su marido y sus dos hijos en Santander, Cantabria, pidió una excedencia y comenzó a escribir. En marzo de 1997, la Editorial Creta se publicó su obra Vino amargo, y ante la dificultad de nuevas publicaciones en 2001 decidió autopublicar digitalmente sus propias obras a través de la plataforma bubok. Su página web: consuelom.bubok.es

### Novelas independientes
- Vino amargo, 1997/03
- Caminos opuestos, 2001/01
- Doble conquista, 2001/01
- La venganza del caballero, 2001/01
- Las flores del engaño, 2001/01
- Lealtad y pasión, 2001/01
- Mañana incierto, 2001/01
- Marallera, 2001/01
- Una española en Londres, 2001/01
- Amor secreto, 2002/09
- El Águila y la Rosa